# Бір-Лелу
Бір-Лелу (араб. بير لحلو) — фактична тимчасова столиця Сахарської Арабської Демократичної Республіки після окупації Ель-Аюна Марокко до розміщення органів влади САДР у Тіфаріті.

## Міста-побратими
- Арцинієга, Іспанія[1]
- Батна, Алжир (від 8 липня 2009)
- Беналуа-де-лас-Вільяс, Іспанія (від 2001)
- Б'єнтіна, Італія[2]
- Капрая-е-Ліміте, Італія[2]
- Кампі-Бізенціо, Італія (від 28 січня 1993)[3]
- Ель-Уед, Алжир (від 27 березня 2013)[4]
- Посуело-де-Аларкон, Іспанія (від 23 квітня 2008)
- Прато, Італія (від 19 березня 1999)[5]
- Ла-Ринконада, Іспанія
- Монтемурло, Італія[2]
- Монтероні-д'Арбія, Італія[2]
- Монтеваркі, Італія[2]
- Новелда, Іспанія (від грудня 1998)[6]
- Сан-П'єро-а-Сьєве, Італія[2]
- Сагунт, Іспанія (від 29 листопада 2003)
- Толоса, Іспанія (від 1996)[7]
- Томельйосо, Іспанія (від 10 березня 1994)[8]
- Вальє-де-Трапага, Іспанія[9]
- Векк'яно, Італія[2]